# 서바게부!
서바게부(일본어: さばげぶっ!)는 마츠모토 히데키치가 쓴 일본의 만화이다. 고단샤의 《나카요시》에서 2011년 1월호부터 2017년 1월호까지 연재되었다. 피에로+가 애니메이션 제작을 하였으며 2014년 7월 6일부터 9월 21일까지 방영되었다.

## 줄거리
이 이야기는 어느 고등학교로 전학을 온 소녀 소노카와 모모카의 이야기를 다룬다. 그 학교에서, 모모카는 서바이벌 게임을 하는 서바이벌 게임부, 즉 서바게부에 끌려오게 된다.

## 등장인물
소노카와 모모카(園川 モモカ)
성우 - 오하시 아야카
미오에 의해 서바이벌 게임부에 들게 된 전학생.
오토리 미오(鳳 美煌)
성우 - 우치야마 우미
학생회장. 3학년. 그동안 학교를 잘못 이끈 것을 되돌아볼때, 다른 학생들은 너무 어려서 쓸 수 없는 이상한 에어소프트 권총을 갖고 다닌다.
큐도 마야(経堂 麻耶)
성우 - Lynn
고등학교 2학년. 아르바이트로 그라비아 아이돌을 한다.
카소가노 우라라(春日野 うらら)
성우 - 오쿠보 루미
1학년. 귀여운 행동 뒤에 무시무시한 아우라를 숨기고 있다.
코토쿠시 카야(豪徳寺 かよ)
성우 - 도야먀 나오
1학년. 모모카와 같은 반. 코스프레 때문에 서바게부에 들었으며 가끔 이상한 옷을 입는다.

## 만화
마츠모토 히데유키가 쓴 만화는 고단샤의 나카요시 지에서 2010년 12월부터 연재를 시작했다. 단행본은 6권이 발매되었다.

## 애니메이션
피에로가 제작한 텔레비전 애니메이션은 오타 마사히코가 감독을 맡고 아오시마 타카시가 각본을 맡았는데, 2014년 7월 6일부터 9월 21일까지 도쿄 MX 계열 방송국에서 방영했다. 제 1화의 선행방송은 니코니코 동화에서 2014년 6월 28일에 이루어졌다. 오프닝은 오하시 아야카의 "YES!!"이고, 엔딩곡은 아야카 오하시, 우치다 우미, 오오쿠보 루미, Lynn, 토야마 나오로 구성된 게스카와 소녀들이 부른 "피티 패티 서비버드"(일본어: ぴてぃぱてぃサバイバード)이다.

### 제작진
- 원화: 한진 애니메이션 장범철, 허혜정, 김보경, 최낙진, 김민선, Kim No Enn, 권종원, 오두형, 김천수, 임진욱, 이석인, 지우 애니메이션 류동균, 서진원, 허형준, 박명훈, 오정환, 박시옥, 강태식, 김경환, 신기철, Kim No Enn, 권종원, 박창환, 정진원, 엄익현, 이성진, 김은하, 이종현, 이영돈, 나라 애니메이션 강현희, 오은수, 김수현
- 제2원화: 한진 애니메이션 김송정, 김보경, 윤정혜, 김태정, Kim No Enn, 권종원, 코어, BEEP, TAP, 에이스 컴퍼니, 수문당, 시노드애니메이션
- 동화체크: 황인철
- 동화: 한진 애니메이션 김홍규, 민경애, 김혜민, 고청숙, 김신이, 이성신, 지우 애니메이션 최윤혜, 김경환, 김호남, 박문길, Jo Gun Sang, 이효린, 김윤성, 나라 애니메이션 윤승현, 하선덕, 임정원, 김연희, Jung Hye Ong, CLC, 코어, BEEP, TAP, D-motion, UEC, AI, 에이스 컴퍼니, 수문당, 시노드애니메이션
- 마무리: 한진 애니메이션 김희정, 석영석, 강남이, 강희경, 이서정, 이유경, 조순옥, 전상은, 황혜숙, 오진희, 지우 애니메이션 최지연, 김희정, 전수연, 호두, Casan, 나라 애니메이션 최희정, 이봉주, 최윤정, Lim Ma Eil, 윤정석, 정경애, 스튜디오 엘르, CLC, 코어, BEEP, TAP, D-motion, UEC, AI, 에이스 컴퍼니, 수문당, 시노드애니메이션
- 제작진행: 송민정, 하소영, 김인영, Zaha
- 제작협력: 한진 애니메이션, 지우 애니메이션